# Podgaje (rejon miński)
Podgaje (biał. Падгай, ros. Подгай) – wieś na Białorusi, w obwodzie mińskim, w rejonie mińskim, w sielsowiecie Siennica. Leży nad Ptyczą.